# Katamari (série)

Logo da franquia.

Katamari (塊, lit. "Massa") é uma franquia de videojogos criada por Keita Takahashi inicialmente (posteriormente outros diretores) e publicada pela Bandai Namco Entertainment.  A série coloca o jogador no controle de um personagem chamado "O príncipe" que usa uma bola mágica chamada Katamari para rolar objetos. Seu primeiro jogo foi Katamari Damacy, lançado para o Playstation 2 em 2004, surgindo logo após várias sequências e spin-offs.

## Jogabilidade
Na maioria dos jogos, o jogador controla um personagem chamado "O príncipe". Seu dever é o de usar uma bola mágica e super adesiva chamada Katamari para rolar objetos e os colar, aumentando o tamanho da Katamari, assim podendo coletar mais objetos, e sucessivamente. Após o final de cada fase no jogo, a bola mágica pode se transformar em um planeta, constelação ou apenas em estrelas (poeira estelar). O motivo de se fazer isso é de que o pai d'O príncipe ("O rei de todo o cosmos", como é chamado), acabou com todas as estrelas do céu, passando a tarefa de as resconstruir para ele.
Quando os jogadores chegam a um certa meta de tamanho, o Rei de todo o cosmos pode falar com o jogador, assim como isso acontece quando é coletado algum "Primo" (personagem que faz parte da família) onde o Rei fala com eles e os descreve. Isso pode também levar a uma cena onde é mostrado em que era o jogador pode ir, ou qual saída há no lugar. Se os jogadores falharem na meta, o Rei irá punir O príncipe. Se conseguirem chegar a meta antes do tempo acabar, podem continuar jogando a fase e continuar a aumentar seu tamanho até o tempo acabar. Caso seja a primeira vez que a fase seja jogada, irá ser automaticamente transformada em planeta ou constelação. Caso não, poderá ser decidido se a Katamari se transformará em planeta ou em poeira estelar (somente quando o objetivo for transformar em planeta), e será perguntado se deseja recomeçar a fase ou sair dela. Se a meta for alcançada muito rapidamente, irá aperecer também um cometa. Em alguns jogos, pode se jogar o chamado "Modo Eterno", onde não há limite de tempo, podendo jogar indefinidamente.
Mas nem todas as fases são assim: em algumas não há limite de tempo, e em vez disso outra tarefa será pedida, como rolar até certo tamanho (dessa vez sem timer) ou colocar a Katamari em um boneco de neve. Outras, se pede para que a Katamari toque em um animal (ou objeto em que o apareça) para que a fase acabe. Cada fase tem dois objetos especiais: um é um dos primos d'O príncipe, e o outro é o "Presente Real", que desbloqueia um acessório que o jogador pode colocar.
Porém, alguns jogos da série fogem dessa jogabilidade: Korogashi Puzzle Katamari Damacy é um jogo de puzzle, e a maioria dos jogos mobile (I Love Katamari, Katamari Amore e Tap My Katamari) são bastante diferentes da jogabilidade original.

## Videojogos
| Jogo                             | Plataforma                  | Data de lançamento     | Metacritic | GameRankings |
| -------------------------------- | --------------------------- | ---------------------- | ---------- | ------------ |
| Katamari Damacy                  | PlayStation 2               | 18 de março de 2004    | 86/100     | 85.73%       |
| We Love Katamari                 | PlayStation 2               | 6 de julho de 2005     | 86/100     | 86.65%       |
| Me & My Katamari                 | PlayStation Portable        | 22 de dezembro de 2005 | 75/100     | 76.31%       |
| Katamari Damacy Mobile           | Smartphones                 | 1º de junho de 2007    | N/A        | N/A          |
| Beautiful Katamari               | Xbox 360                    | 16 de outubro de 2007  | 73/100     | 72.72%       |
| Rolling with Katamari            | Smartphones                 | 1º de novembro de 2008 | N/A        | N/A          |
| I Love Katamari                  | iOS, Windows Phone, Android | 14 de dezembro de 2008 | 80/100     | 61.25%       |
| Korogashi Puzzle Katamari Damacy | DSiWare                     | 25 de março de 2009    | N/A        | N/A          |
| Katamari Forever                 | PlayStation 3               | 23 de julho de 2009    | 74/100     | 77.80%       |
| Katamari Amore                   | iOS                         | 29 de setembro de 2011 | 63/100     | 61.00%       |
| Touch My Katamari                | PlayStation Vita            | 17 de dezembro de 2011 | 69/100     | 70.12%       |
| Tap My Katamari                  | iOS, Android                | 4 de janeiro de 2016   | N/A        | 50.00%       |

O primeiro lançado foi Katamari Damacy, em 18 de março de 2004 para o PlayStation 2. O sucesso e apoio altíssimo fez com que fosse lançado em 2005 uma sequência, We Love Katamari. A jogabilidade deste é quase idêntica ao primeiro, mas com conteúdo novo e algumas diferenças de jogabilidade.
Foi lançada uma sequência em 2006 chamada Me & My Katamari para o PlayStation Portable, com muita diferenças de jogabilidade e conteúdo. Em 2007, foi lançada uma versão mobile chamada Katamari Damacy Mobile. O jogo utiliza tanto controles de movimento como controles padrão.
Outra sequência, Beautiful Katamari, foi o primeiro "grande" jogo criado para um console não PlayStation, assim como o primeiro a suportar resoluções de alta qualidade como 720p, 1080i e 1080p. Foi planejado para ser lançado para o PlayStation 3 também, mas o projeto foi cancelado.
Em 2009, Katamari Forever foi lançado também para o PlayStation 3, sendo uma compilação de níveis antigos dos jogos Katamari, com uma nova história e alguns níveis novos.
Touch My Katamari foi lançado exclusivamente para o PlayStation Vita em 2012. Tap My Katamari foi lançado para celulares iOS e Android em fevereiro de 2016.